# Peppino Marotto
Peppino Marotto (Orgosolo, 1925 – Orgosolo, 29 dicembre 2007) è stato un poeta, cantante e sindacalista italiano.

## Biografia
Dopo il congedo dal servizio militare, nel 1945 Marotto si iscrisse al Partito Comunista e al ritorno nel suo paese partecipò ai moti popolari di contestazione della politica del governo italiano nei confronti della Barbagia. Nel 1954 fu condannato al carcere con l'accusa di tentato omicidio, anche se lui si è sempre dichiarato innocente. Fu scarcerato nel 1962 in seguito ad un'amnistia e si trasferì in Lombardia. Nel 1966 tornò ad Orgosolo dove continuò la sua attività politica come sindacalista nella CGIL.
Nel 1976 collaborava con la Cooperativa Teatro di Sardegna per lo spettacolo Parliamo di miniera.  È stato membro fondatore dei Tenores di Orgosolo e ha pubblicato numerose poesie in lingua sarda.
Ha collaborato con Gianni Bosio e con altri studiosi a ricerche sul canto popolare sardo e ha inciso per la casa discografica I dischi del sole alcuni dischi di canti popolari di Orgosolo.
Il 29 dicembre 2007 è stato assassinato con sei colpi di pistola nel Corso di Orgosolo mentre si recava ad acquistare il giornale. Il killer, nonostante abbia agito in pieno giorno e in una strada trafficata, è rimasto ignoto.

## Opere
- 1996 - Pianeta 'e Supramonte - Ed. Condaghes
- 1983 - Testimonianze poetiche in onore di Emilio Lussu - Ed. Condaghes
- 1978 - Cantones politicas sardas - Volume 3 di Quaderni degli Amici della Casa Gramsci di Ghilarza

## Nella musica
- La canzone Unu poeta presente nell'album Colores... Dolores (2009) del gruppo rock Askra è dedicata alla scomparsa di Peppino Marotto[5].
- La canzone Piccola mela di Francesco De Gregori è la traduzione di alcuni versi di una  sua poesia[6].